# مونجا رویندفو
مونجا رویندفو (انگلیسی: Monja Roindefo؛ زادهٔ ۱۹۶۵) سیاستمدار اهل ماداگاسکار است. وی از ۱۷ مارس ۲۰۰۹ تا ۱۰ اکتبر ۲۰۰۹ نخست‌وزیر این کشور بود.